# Новоромановский сельсовет (Ставропольский край)
Новорома́новский сельсове́т — упразднённое сельское поселение в Арзгирском районе Ставропольского края России.
Административный центр — село Новоромановское.

## География
Находится в южной части Арзгирского района. Площадь сельсовета — 173, 5 км².

## История
Статус и границы сельского поселения установлены Законом Ставропольского края от 4 октября 2004 год № 88-КЗ «О наделении муниципальных образований Ставропольского края статусом городского, сельского поселения, городского округа, муниципального района».
С 16 марта 2020 года, в соответствии с Законом Ставропольского края от 31 января 2020 г. № 5-кз, все муниципальные образования Арзгирского муниципального района были преобразованы путём их объединения в единое муниципальное образование Арзгирский муниципальный округ.

## Население
| 1989  | 2002  | 2010  | 2011  | 2012  | 2013  | 2014  |
| ----- | ----- | ----- | ----- | ----- | ----- | ----- |
| 2493  | ↘2000 | ↘1746 | ↘1745 | ↘1692 | ↘1681 | ↘1648 |
| 2015  | 2016  | 2017  | 2018  | 2019  | 2020  |       |
| ↗1649 | ↘1628 | ↘1619 | ↗1636 | ↘1629 | ↗1637 |       |

### Национальный состав
По итогам переписи населения 2010 года проживали следующие национальности (национальности менее 1 %, см. в сноске к строке «Другие»):
| Национальность | Численность | Процент |
| -------------- | ----------- | ------- |
| Русские        | 983         | 56,30   |
| Даргинцы       | 524         | 30,01   |
| Аварцы         | 77          | 4,41    |
| Кумыки         | 60          | 3,44    |
| Другие         | 102         | 5,84    |
| Итого          | 1746        | 100,00  |

## Состав сельского поселения
| № | Населённый пункт | Тип населённого пункта       | Население |
| - | ---------------- | ---------------------------- | --------- |
| 1 | Новоромановское  | село, административный центр | ↘1231     |
| 2 | Степной          | посёлок                      | ↘5        |

## Органы власти
- Совет сельского поселения Новоромановский сельсовет, состоит из 10 депутатов, избираемых на муниципальных выборах по одномандатным избирательным округам. Глава поселения — Анатолий Васильевич Пантюхин
- Администрация сельского поселения Новоромановский сельсовет

## Инфраструктура
- Центр культуры и досуга
- Пожарная часть № 54 ПАСС СК[19]

## Образование
- Детский сад № 1
- Средняя общеобразовательная школа № 5
- Школа № 12

## Предприятия
- Общество с ограниченной ответственностью "АГРОФИРМА «РОДИНА» (73 работника, сельскохозяйственное производство)
- Общество с ограниченной ответственностью сельскохозяйственное предприятие «ОЛИМП» (15 работников, сельскохозяйственное производство)

## Транспорт
Автодорога «Степной — Ленинский»
Автобусный маршрут «Арзгир — Довсун — Степной — Новоромановское»

## Люди, связанные с сельсоветом
- Яков Филиппович Гаркуша (1915, Новоромановское — 1977) — младший лейтенант Советской Армии, участник Великой Отечественной войны, Герой Советского Союза (1945)

## Памятники
- Братская могила советских воинов, умерших от ран, полученных в боях с немецко-фашистскими захватчиками. 1943—1945, 1965 года[20]